# Césarville-Dossainville
Césarville-Dossainville is een gemeente in het Franse departement Loiret (regio Centre-Val de Loire) en telt 216 inwoners (2005). De plaats maakt deel uit van het arrondissement Pithiviers.

## Geografie
De oppervlakte van Césarville-Dossainville bedraagt 19,3 km², de bevolkingsdichtheid is 11,2 inwoners per km².
De onderstaande kaart toont de ligging van Césarville-Dossainville met de belangrijkste infrastructuur en aangrenzende gemeenten.

## Demografie
Onderstaande figuur toont het verloop van het inwonertal (bron: INSEE-tellingen).

1. ↑  Populations de référence 2022.